# Walk on Water (canção de Eddie Money)
Walk on Water é uma canção de rock do cantor americano Eddie Money, do seu álbum Nothing to Lose de 1988. Escrito pelo tecladista de Sammy Hagar, Jesse Harms (o qual toca na faixa com Money), foi lançada como um single e alcançou a 9.ª posição no Billboard Hot 100 e a 2ª no Mainstream Rock Tracks.